# 마르케스 브라운리

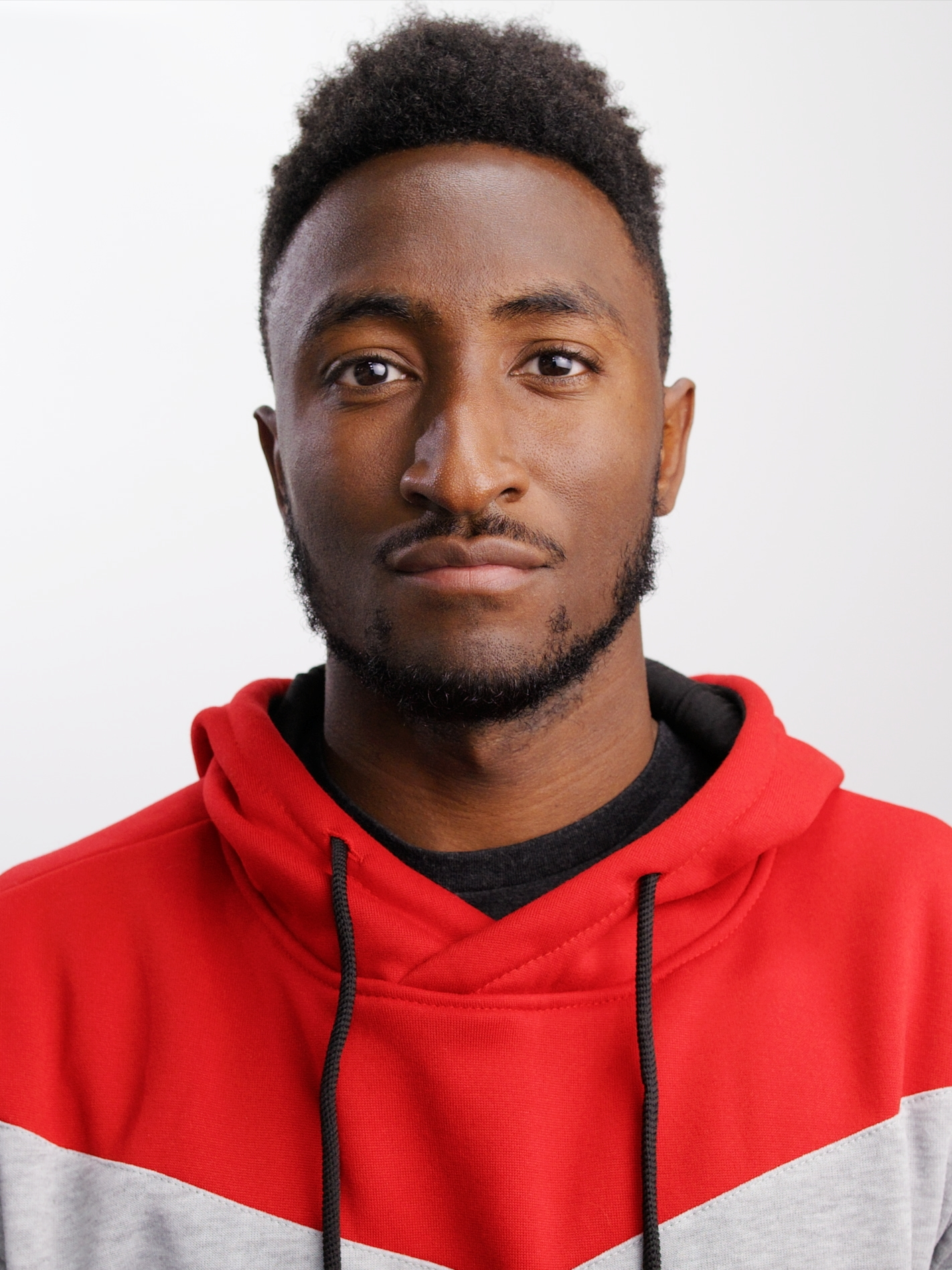
2021년 모습

마르케스 브라운리(Marques Brownlee, 본명: Marques Keith Brownlee, /mɑːrˈkɛz ˈbraʊnliː/ mar-KEZ BROWN-lee, MKBHD, 1993년 12월 3일 ~ )은 미국의 유튜버이자 전문 프리스비 선수이다. 팟캐스트 웨이브폼(Waveform) 및 기술 영상을 다루는 것으로 알려져 있다. 2023년 8월 기준으로 그는 모든 채널을 통틀어 2천만 명 이상의 구독자와 총 동영상 조회수 38억 3천만 회를 보유하고 있다. 구글의 전 수석 부사장인 빅 군도트라는 브라운리를 "현재 지구상 최고의 기술 리뷰어"라고 불렀다. 2019년 제10회 쇼티 어워드에서 그는 '10년의 크리에이터'로 선정됐다. 유튜브 채널의 이전 이름은 MKB(브라운리의 이니셜)와 HD(고화질)를 합친 것이다. 뉴욕 PoNY와 함께 그는 궁극의 프리스비 오픈 부문에서 2022년 WFDF 세계 챔피언이 되었다.

## 같이 보기
- 유튜버 목록